# Josef Chochol
Josef Chochol (13 décembre 1880, Písek - 6 juillet 1956, Prague) est un architecte tchèque, l'un des représentants majeurs du cubisme en Tchécoslovaquie avec Pavel Janák et Josef Gočár.

## Biographie

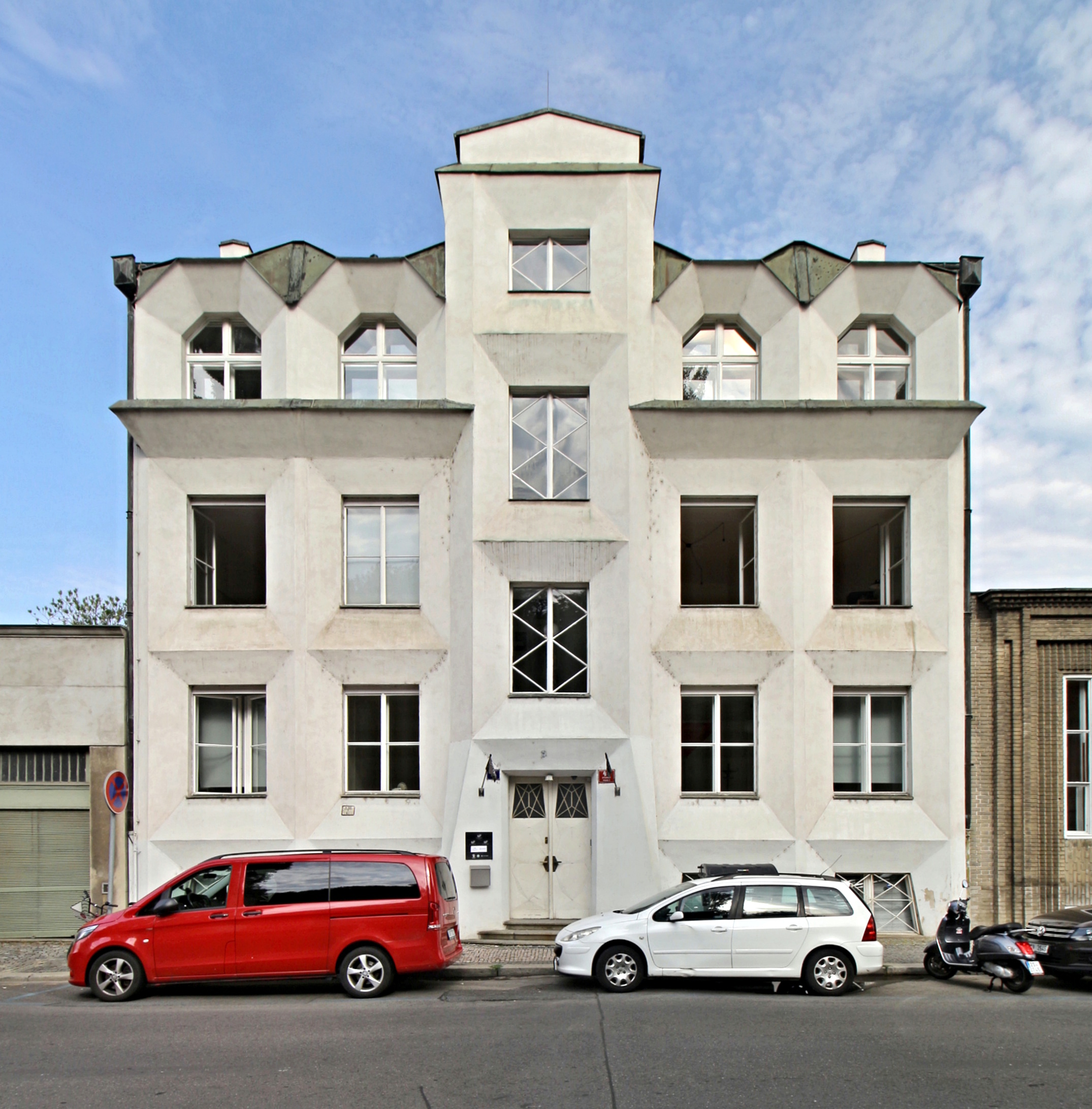
Maison cubiste, rue Libušina, à Prague

Après des études à Vienne chez Otto Wagner (1907-09) par lequel il est influencé à ses débuts, il devient le promoteur du cubisme en Tchécoslovaquie.
À partir des années 1920, il est influencé par le constructivisme russe. La plupart de ses œuvres, quand bien même elles ne restèrent qu'à l'état de projet sont universellement admirées (usine cubiste, théâtre).
Chochol est aussi actif en politique, il est le fondateur du Front populaire tchécoslovaque et de l'association des architectes socialistes. Il est en ce sens le seul architecte cubiste tchécoslovaque animé d'une vision politique affirmée. Il est membre du Cercle artistique Mánes de 1913 à 1945.

## Œuvres
Trois demeures qu'il dessine vers 1913 et construit à Vyšehrad (un quartier de Prague) sont considérées comme des chefs-d'œuvre de l'architecture cubiste. 
- Salle de réunion (Brožíkova síň) de l'hôtel de ville de Prague (1911)
- Villa Kovařovic, Prague
- Immeuble d'habitation, rue Neklanova, Prague (1913)
- Pont de Troja (Trojský most) à Prague (détruit)
- Villa, rue Libušina, Prague (1912-13)
- Maison pour trois familles, Rašínovo nábřeží, Prague (1912-13)